# Centrochria aphthona
Centrochria aphthona är en fjärilsart som beskrevs av Louis Beethoven Prout 1934. Centrochria aphthona ingår i släktet Centrochria och familjen mätare. Inga underarter finns listade i Catalogue of Life.